# Charles Coote (hrabia Bellomont)
Charles Coote (ur. 6 kwietnia 1738, zm. 20 października 1800 w Dublinie) – brytyjski arystokrata i polityk, syn Charlesa Coote’a i Prudence Geering, córki Richarda Geeringa.
W 1761 r. zasiadał w Izbie Gmin jako reprezentant okręgu County Cavan. W Izbie Gmin zasiadał do 1766 r. W tym samym roku zmarł jego kuzyn, Richard Coote, 3. hrabia Bellomont, i Charles odziedziczył jego tytuł 5. barona Coote i zasiadł w Izbie Lordów. Rok później nadano mu tytuł hrabiego Bellomont (niekiedy ten tytuł podaje się jako „hrabia Bellamont” lub też określa się Charlesa jako 4. hrabiego Bellomont, nie odróżniając tych dwóch kreacji).
Posiadłości kuzyna odziedziczył dopiero w 1771 r. Dwa lata później wdał się w spór z lordem Townshendem, zakończyny odbytym 2 lutego 1773 r. pojedynkiem, podczas którego lord Bellomont został ciężko raniony w pachwinę. 19 grudnia 1774 r. wszedł w skład Irlandzkiej Tajnej Rady. Od 1780 r. był Custos Rotulorum County Cavan. W latach 1789–1797 był jednym z poczmistrzów generalnych Irlandii.
20 sierpnia 1774 r. w Black Rock w hrabstwie Dublin, poślubił lady Emily Marię Margaret FitzGerald (15 marca 1751 – 8 kwietnia 1818), córkę Jamesa FitzGeralda, 1. księcia Leinster i lady Emilii Lennox, córki 2. księcia Richmond i Lennox. Charles i Emily mieli razem syna i cztery córki:
- Mary Coote
- Prudentia Coote (zm. 18 stycznia 1837)
- Emily Coote
- Louisa Coote
- Charles Coote (1 maja 1778 – 16 kwietnia 1786), wicehrabia Coote, zmarł w Tuluzie, pochowany w Coote Hill

Lord Bellomont miał również jednego nieślubnego syna, Charlesa Coote’a, który odziedziczył nadany hrabiemu w 1774 r. tytuł baroneta.
Współcześni opisywali hrabiego jako człowieka niezwykłej kultury i wielkiego ducha (...). Jego lordowska mość posiadał silny umysł, wiele czytał i miał zmysł obserwacji. Mimo iż należał do Tajnej Rady sprzeciwiał się unii brytyjsko-irlandzkiej. (...) Jego lordowska mość publikował własne przemówienia (...).